# Biopsja endomiokardialna

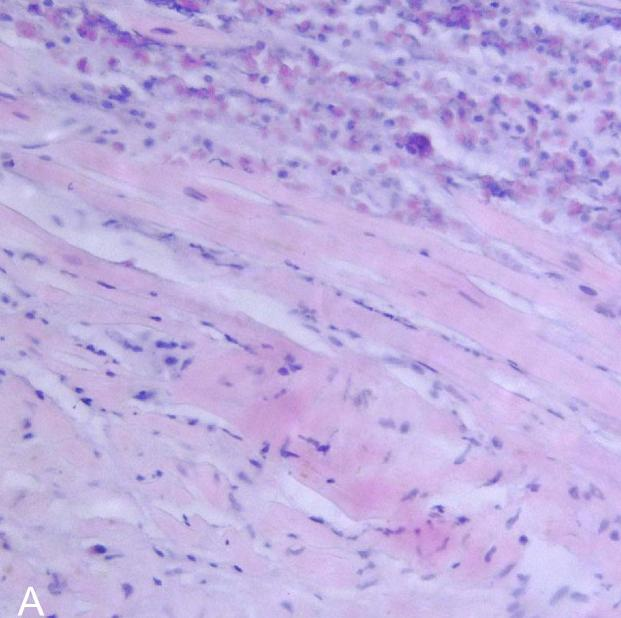
Bioptat serca, uwidaczniający naciek z eozynofili. Barwienie H-E

Biopsja endomiokardialna – metoda diagnostyczna, oparta na technice biopsji, polegająca na wprowadzeniu do serca cewnika pozwalającego na pobieranie wycinków. Cewnik zwykle wprowadza się drogą żylną (najczęściej z dostępu przez żyłę szyjną wewnętrzną) do prawej komory serca, lub drogą tętniczą z dostępu przez tętnicę udową (najczęściej prawą) do lewej komory serca.
Wskazania:
- ocena serca po jego przeszczepie
- ostra niewydolność serca
  - o niejasnej przyczynie
  - przebiegająca z zaburzeniami rytmu lub przewodzenia o niejasnej przyczynie
  - przy współistnieniu eozynofilii, objawów zakażenia i zmian skórnych
- podejrzenie następujących chorób
  - olbrzymiokomórkowe zapalenie mięśnia sercowego
  - nowotwory serca
  - arytmogenna dysplazja prawej komory
- choroby spichrzeniowe

Najgroźniejszym powikłaniem biopsji endomiokardialnej jest przebicie mięśnia serca, które powodując tamponadę serca może doprowadzić do zgonu.